# Ширкор, Дженни
Дженни Ширкор (англ. Jenny Shircore) — британский визажист армяно-французского происхождения. Она получила премию «Оскар» за лучший грим за работу в фильме «Елизавета» (1998) и премию BAFTA за лучший макияж и причёску за работу в фильмах «Елизавета» (1998) и «Молодая Виктория» (2009). По данным IMDb Ширкор является победителем 8 и номинантом 21 различных наград. Была названа «гением причёсок и макияжа».

## Биография
Дженни Ширкор родилась в Индии во времена британского правления в семье армянина и француженки. В возрасте 10 лет он переехал в Англию. В детстве она любила делать прически своим друзьям, поэтому пошла учиться в Лондонский колледж моды.
Ширкор — известный эксперт по созданию визуальных эффектов для исторических драм, особенно Елизаветинской эпохи.